# Sodankylä
Sodankylä (inari Suáđigil, pn-lap. Soađegilli) – miejscowość i gmina w Finlandii w regionie Laponia, podregionie Pohjois-Lapi.
Na obszarze gminy obowiązują dwa języki oficjalne: język fiński i inari, jeden z języków lapońskich. W mieście kwateruje brygada strzelców myśliwskich armii fińskiej.

## Miasta partnerskie
- Kola
- Berlevåg
- Norsjö
- Heiligenblut